# Ново-Каракубська волость
Ново-Каракубська волость — історична адміністративно-територіальна одиниця Маріупольського повіту Катеринославської губернії із центром у селі Нова Каракуба.
Утворена наприкінці 1890-тих років виокремленням із Старо-Керменчицької волості.
За даними на 1908 рік у волості налічувалось єдине поселення, загальне населення волості — 3531 особа (1779 чоловічої статі та 1752 — жіночої), 465 дворових господарств.